# 国際連合安全保障理事会決議2
国際連合安全保障理事会決議2（こくさいれんごうあんぜんほしょうりじかいけつぎ2、英: United Nations Security Council Resolution 2, UNSCR2）は、1946年1月30日に国際連合安全保障理事会で採択されたイラン危機に関する決議。
ソビエト連邦軍がイランの領土の一部を占領していることに関して、イランとソビエト連邦の対立を解決するよう促し、交渉の状況を常に安全保障理事会に報告するよう要請した。
この決議は、全会一致で採択された。